# Muránska Dlhá Lúka
Muránska Dlhá Lúka je obec na Slovensku v okrese Revúca ležící 5 km severozápadně od města Revúca. Žije zde 918 obyvatel. První písemná zmínka pochází z roku 1357.
V obci se nachází gotický římskokatolický kostel svatého Michaela archanděla ze 14. století a toleranční evangelický kostel z roku 1787.